# Bethsabée (roman)
Pour les articles homonymes, voir Bethsabée (homonymie).
Bethsabée (titre original en suédois Bat Seba) est un roman de Torgny Lindgren paru originellement en 1984.
La traduction française paraît en juillet 1986 aux éditions Actes Sud. Il reçoit le prix Femina étranger en 1986.

## Éditions
- Actes Sud, 1986,  (ISBN 978-2-8686-9096-8)
- Actes Sud, coll. « Babel », no 6, 2004,  (ISBN 978-2742753383)